# スタンディッシュ・オグレイディ (初代ギラモア子爵)

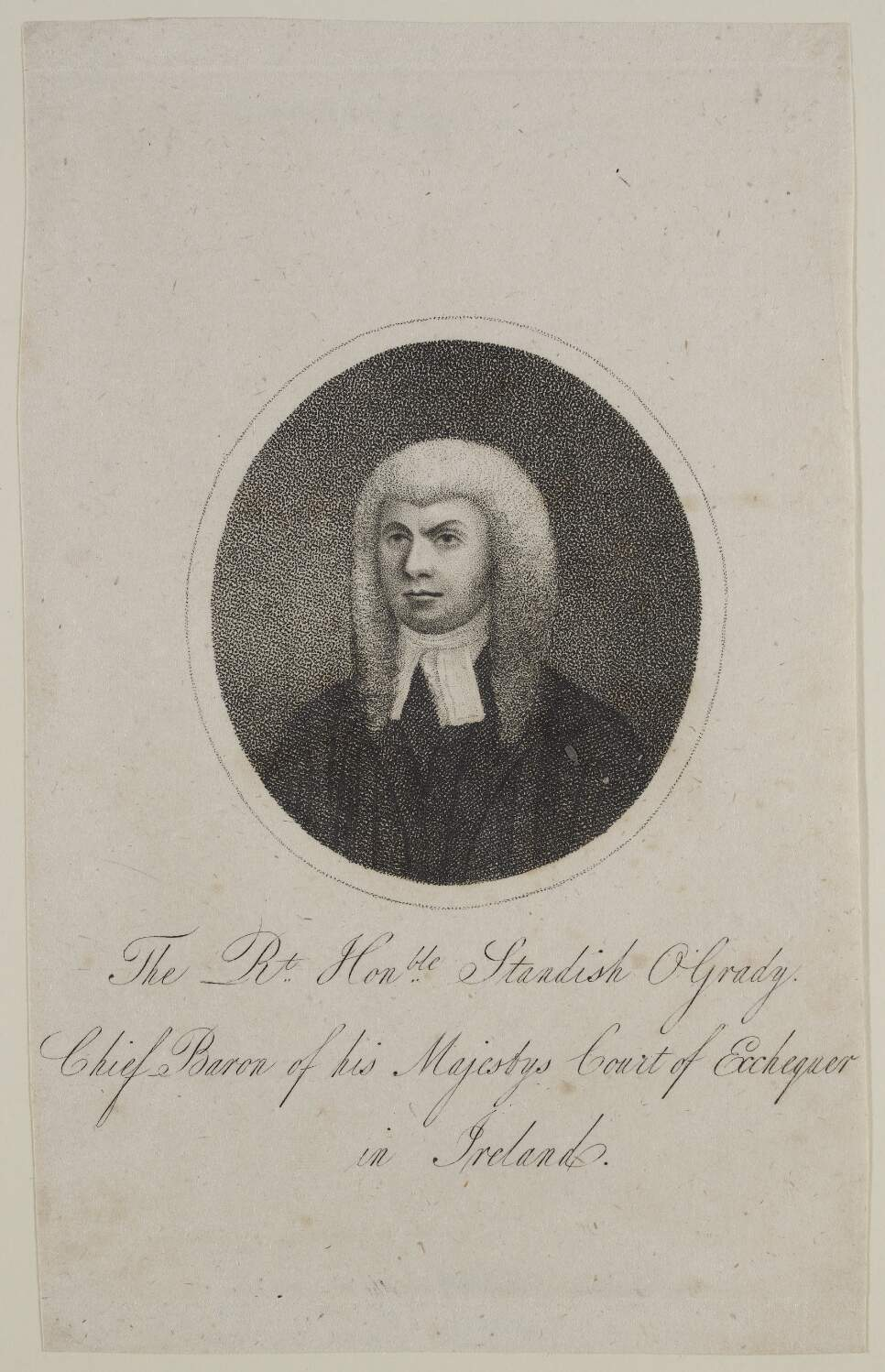
1806年ごろのスタンディッシュ・オグレイディ。

初代ギラモア子爵スタンディッシュ・オグレイディ（英語: Standish O'Grady, 1st Viscount Guillamore PC (Ire) KC、1766年 – 1840年4月21日）は、イギリスの裁判官、貴族。1805年から1831年までアイルランド財務府裁判所主席裁判官を務めた。裁判中でもそれ以外でもユーモアに富むことで知られるが、『アイルランド人名事典』で「裁判官のなかでも威厳がない」と評されている。

## 生涯
ダービー・オグレイディ（Darby O'Grady、1804年没、スタンディッシュ・オグレイディの次男）と妻メアリー（Mary、旧姓スミス（Smyth）、ジェームズ・スミスの娘）の長男として、1766年にリムリックで生まれた。1780年11月8日にダブリン大学トリニティ・カレッジに入学、1784年にB.A.の学位を修得した。1783年4月19日にミドル・テンプルに入り、1787年にキングズ・インズで弁護士資格免許を取得した。
弁護士資格免許を取得した後はマンスター巡回裁判所で弁護士業を務めて成功を収め、1797年に勅選弁護士に選出された。

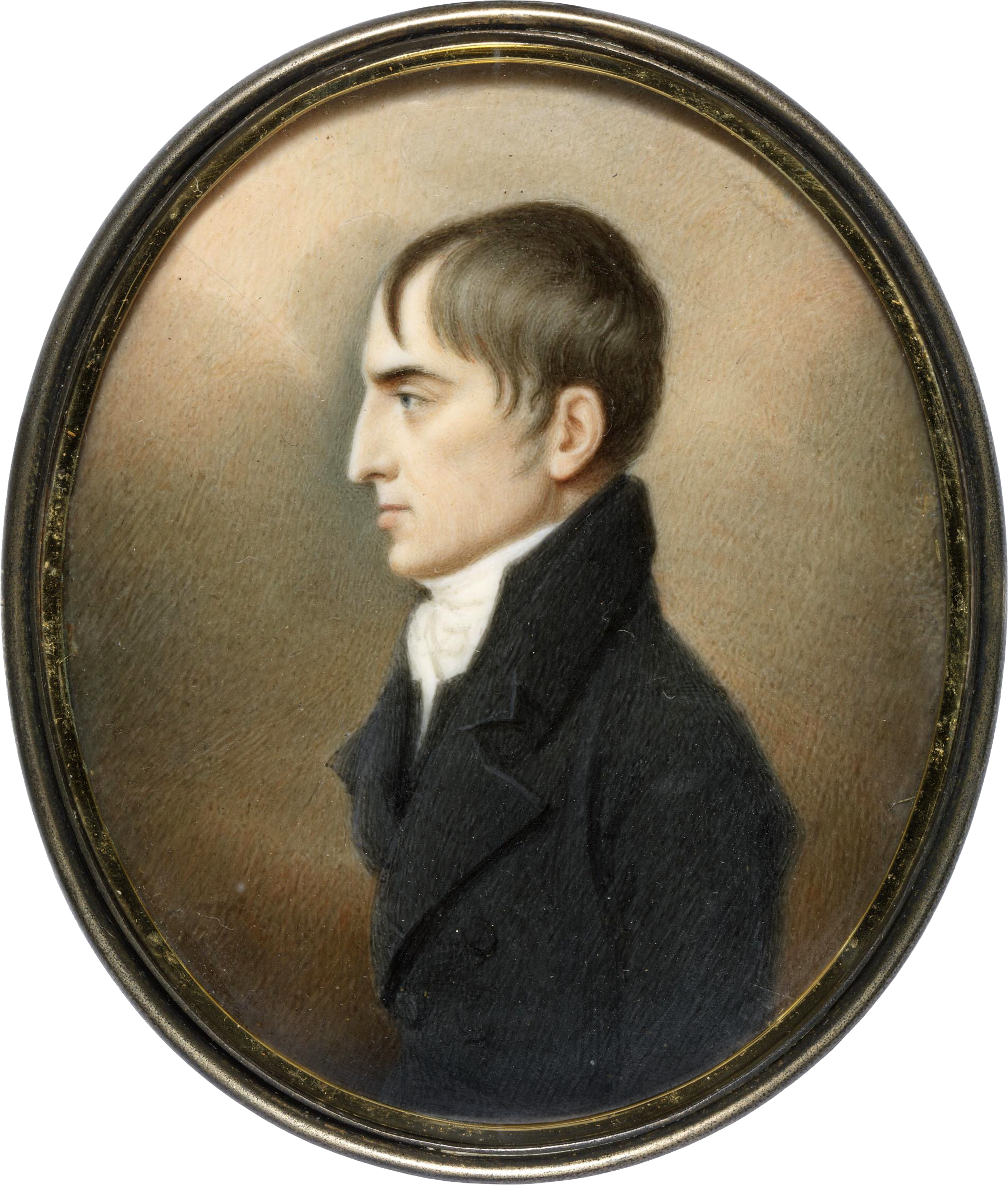
裁判中のロバート・エメット、1803年。

1803年5月28日/6月8日にアイルランド法務長官に就任、6月14日にアイルランド枢密院の枢密顧問官に任命された。同年にユナイテッド・アイリッシュメン協会のロバート・エメットの大逆罪裁判では検事の1人を務め、冒頭陳述と最も重要な証人の証言を担当したが、最終陳述はウィリアム・プランケットに譲った。『英国人名事典』によれば、オグレイディはユナイテッド・アイリッシュメン協会のレオナード・マクナリーを政府側のスパイと判明する前から疑ったという。
1805年に初代エイヴォンモア子爵バリー・イェルヴァートンの後任としてアイルランド財務府裁判所主席裁判官に就任、1831年に引退するまで務めた。
裁判官引退とともに1831年1月28日、アイルランド貴族であるリムリック県におけるロックバートンのオグレイディ男爵とリムリック県におけるケア・ギラモアのギラモア子爵に叙された。1800年合同法の施行以降、新しいアイルランド貴族爵位の創設には3つのアイルランド貴族爵位の廃絶が必要であり、ギラモア子爵位の創設はアルスター伯爵、キャッスル・クート男爵、バリーモア伯爵、カーハンプトン伯爵の廃絶を理由とした。1825年のブルームフィールド男爵位創設でロスコモン伯爵が廃絶されたものとして扱われたが、実際には休止状態で1828年に継承者が確定したため、合同法での規定に基づき、次の創設時に廃絶爵位を1つ多く必要とした。そのため、オグレイディの叙爵が遅れた。
引退と同年に卒中を起こして体の一部が麻痺し、言葉と手の動きに影響が出たため、ダブリンのバゴット・ストリートからリムリック県ロックバートン（Rockbarton）に引っ越した。以降の9年間徐々に衰弱し、1840年4月21日にロックバートンで死去、リムリック県アニー（Aney）で埋葬された。息子スタンディッシュ・ダービーが爵位を継承した。

## 人物
身長6フィート以上の長身で美男であり、巡回裁判所で弁護士業を務めていた時期にはすでにウィットと学識に富むことで知られていたという。『英国人名事典』もギラモア子爵が裁判中でもそれ以外でもウィットに富むことが人々に覚えられていると評した。『アイルランド人名事典』では辛辣かつユーモアに富む話し方で好印象を与えたと評した。同書によれば、オグレイヴィはリムリック県のなまりが強かったが、それをさらに誇張し喜劇的な効果をもたらしたという。
同時代の人物の間ではしっかりした裁判官との評価が下されており、1846年から1873年まで同職を務めたデイヴィッド・リチャード・ピゴットは自身が見た同僚ではオグレイディが一番賢いと評した。しかし先述のユーモアが裁判中でも発揮された上、オグレイヴィが刑事弁護士を混乱させて喜ぶこともあったため、『アイルランド人名事典』で「裁判官のなかでも威厳がない」と評されている。

## 家族
1790年、キャサリン・ウォラー（Katherine Waller、1775年ごろ – 1853年9月30日、ジョン・トマス・ウォラーの次女）と結婚、11男7女をもうけた。
- ジョン・トマス - 早世[7]
- スタンディッシュ・ダービー（英語版）（1792年12月26日 – 1848年7月22日） - 第2代ギラモア子爵[1]
- イライザ（Eliza） - 早世[7]
- マリア（1795年 – 1854年4月4日） - 1814年12月15日、ジョン・プレンダーガスト・ヴェレカー（のちの第3代ゴート子爵）と結婚、子供あり[8]
- ウォラー（Waller、1849年6月9日没） - 1823年6月26日、グレース・エリザベス・マッシー（Grace Elizabeth Massy、1841年9月27日没、第3代マッシー男爵ヒュー・マッシーの娘）と結婚、子供あり[3]
- イザベラ・サラ（1884年11月15日没[7]）
- リチャード（1875年9月18日没）[3]
- キャサリン（1829年12月11日没） - 1826年11月、ダドリー・パース（Dudley Persse、1878年9月7日没）と結婚[3]
- ジェームズ（1829年5月7日没） - 聖職者、生涯未婚[7]
- エドワード - 早世[7]
- エドワード - 早世[7]
- ウィリアム（1859年7月17日没） - 聖職者。1837年2月7日、イザベラ・サビナ・ヒューイット（Isabella Sabina Hewitt、1854年12月没、ヘンリー・ヒューイットの娘）と結婚、子供なし[3]
- ヘンリエッタ（1810年 – 1891年2月9日） - 1838年6月27日、ジョン・ド・モンモランシー（John de Montmorency、1868年5月6日没）と結婚[7]
- ジョン（1867年12月21日没） - 海軍軍人[3]
- トマス（1882年1月22日没） - 陸軍軍人。1856年1月23日、マリア・デ・ラ・ソルダッドイザベラ・ソフィア・ボール（Maria de la Soledad Isabel Sofia Ball、1889年2月28日没、フランシス・リーソン・ボールの娘）と結婚[3]
- チャールズ - 早世[7]
- ジュリアナ・セリナ - 1845年9月28日、ウィリアム・ホーキンス・ボール（William Hawkins Ball、1864年没）と結婚[7]
- エミリー - 早世[7]